# ピエール2世 (アランソン伯)
ピエール2世（フランス語：Pierre II, 1340年 - 1404年9月20日）は、アランソン伯（在位：1361年 - 1040年）およびペルシュ伯（在位：1377年 - 1404年）。アランソン伯シャルル2世とマリア・デ・ラ・セルダの息子。

## 生涯
ピエールは1350年に騎士に叙され、ポワティエの戦いの後にフランス王ジャン2世と交換された人質の一人となり、1370年にようやくフランスに帰国した。ピエールは弟ロベールとともにイングランド軍と戦うためアキテーヌに遠征し、リモージュを占領したが、1371年にユソンで敗北を喫した。
1371年10月10日にボーモン＝オー＝メーヌ女子爵マリー・ド・シャマイヤールと結婚し、以下の子女をもうけた。
- マリー（1373年3月29日 - 1417年） - アルクール伯およびオマール伯ジャン7世と結婚[4]
- ピエール（1374年 - 1375年）
- ジャン（1375年 - 1376年）
- マリー（1377年）
- ジャンヌ（1378年 - 1403年 アルジャンタン）
- カトリーヌ（1380年 - 1462年） - 1411年にアランソンでモルタン伯ピエール・デヴルーと結婚、1413年10月1日に上バイエルン＝インゴルシュタット公ルートヴィヒ7世と再婚。
- マルグリット（1383年 - 1400年以降） - アルジャンタンの修道女
- ジャン1世（1385年 - 1415年）[1] - アランソン伯、のちアランソン公

その後、ピエールはブルターニュにおいてベルトラン・デュ・ゲクランの麾下で戦い、エンヌボンの手前で負傷した。
ピエールには庶子が1人いた。
- ピエール（1422年1月以降没） - ”アランソンの私生児”